# مطار تير هوت الإقليمي
مطار تير هوت الإقليمي (بالإنجليزية: Terre Haute International Airport)‏ (إياتا: HUF، إيكاو: KHUF، معرف الموقع إف إيه إيه: HUF) هو مطار عام مدني عسكري في تير هوت، في مقاطعة فيغو، إنديانا، على بعد ستة أميال (9.7 كم) شرق وسط المدينة. صنفتها الخطة الوطنية لأنظمة المطارات المتكاملة التابعة لإدارة الطيران الفيدرالية للفترة 2011-2015 على أنها منشأة طيران عامة. وهو أيضًا موقع قاعدة هولمان للحرس الوطني الجوي التابعة للحرس الوطني الجوي في إنديانا .